# 鉄道企業体スロバキア671系電車
鉄道企業体スロバキア671系電車（Elektrická jednotka 671）は、スロバキアの国鉄系旅客列車運行事業者、鉄道企業体スロバキア（Železničná spoločnosť Slovensko ; ZSSK）が2011年から2015年にかけて地域輸送用に投入した交直流2階建て電車（Elektrická poschodová jednotka ; EPJ）である。

## 概要
チェコスロバキア国鉄から承継しスロバキア国内で運用されている近郊用の460系直流電車および560系交流電車の置き換え用として投入された車両である。
2008年、ZSSKジリナ地域管理区管内用3連10編成の公開入札を実施しシュコダ車両株式会社（チェコ）が受注。2010 - 2011年ダイヤ初日の2010年12月12日から運行を開始し、形式愛称としてスロバキア・ポーランドの伝説的義賊にちなみ「ヤーノシーク」（Jánošík）と命名された。さらにノヴェーザームキ地域管理区、コシツェ地域管理区管内にも配置され、ノヴェーザームキ区配置の560系電車は2015年に置き換えが完了し全廃されている。

## 車両
シュコダ車両が製造したチェコ鉄道（ČD）471系電車をベースにしたもので、車体はアルミ製である。IGBTによるトラクションインバーター制御方式を採用し、直流3000Vおよび交流2万5000V（50Hz）に対応。最高速度は160km/hである。
編成は671形二等電動客車（EPV） - 071形二等付随客車（PVV） - 971形二等制御客車（PRV）の3両固定で、全車二等車である。客室には安全監視用のカメラが装備されており、671形および971形には車椅子用乗降用のスロープが装備されている。

## 配置および運用
2020年・2021年ダイヤにおいてジリナ地域管理区管内の客車列車等置換用に充当予定の660・661系交直流電車の新製配置に遅れが生じたため、不足分の代用として東部スロバキアのリパニ – チエルナッチソウ間で運用されていたコシツェ地域管理区（OSD Kosiče）所属の全2編成が2020年、ジリナ地域管理区に転配された。
2020年・2021年ダイヤにおける配置と運用区間は次のとおりである。
- ジリナ地域管理区（OSD Žilina） - 所属編成:EPJ671.001-671.010（10編成）
  - 下記線区のほぼすべての旅客列車（Os）および区間急行（REx）に充当
  - ジリナ - トレンチーン間
  - ジリナ - リプトウスキーミクラーシュ - ポプラト＝タトリ間
  - ジリナ - チャッツァ - （スカリテー - ズヴァールドン）※括弧内はポーランド領内
- ノヴェーザームキ地域管理区（OSD Nové Zámky） - 所属編成:EPJ671.011 - 671.019（9編成）
  - ブラチスラヴァ - ノヴェーザームキ間：ほぼすべての旅客列車に充当。またノヴェーザームキ発ブラチスラヴァ行区間急行REx1872列車は2編成6連で運行。
  - ブラチスラヴァ＝ペトルジャルカ - セネツ間：平日の全旅客列車に充当。
  - ノヴェーザームキ - シュトゥーロヴォ間：全旅客列車に充当。
  - ノヴェーザームキ - コマールノ間：週末・祝休日のほぼ全旅客列車および平日日中の旅客列車の一部に充当。
  - トルナヴァ - セレジュ - ガランタ間：週末・祝休日のほぼ全旅客列車に充当。
  - ノヴェーザームキ - レヴィツェ間：週末の旅客列車2往復に充当。
  - ブラチスラヴァ - レオポルドウ間：旅客列車1往復に充当。
  - ブラチスラヴァ - マラツキ間：平日の旅客列車1往復に充当。